# Роберт-Лі (Техас)
Роберт-Лі (англ. Robert Lee) — місто (англ. city) в США, в окрузі Коук штату Техас. Населення — 1027 осіб (2020).

## Географія
Роберт-Лі розташований за координатами 31°53′41″ пн. ш. 100°29′8″ зх. д. / 31.89472° пн. ш. 100.48556° зх. д. (31.894809, -100.485644).  За даними Бюро перепису населення США в 2010 році місто мало площу 2,98 км², з яких 2,95 км² — суходіл та 0,03 км² — водойми.

## Демографія
Згідно з переписом 2010 року, у місті мешкало 1049 осіб у 452 домогосподарствах у складі 293 родин. Густота населення становила 352 особи/км².  Було 636 помешкань (213/км²).
Расовий склад населення:
| - 89,1 % — білих - 2,1 % — корінних американців - 0,1 % — чорних або афроамериканців - 5,9 % — осіб інших рас |

До двох чи більше рас належало 2,8 %. Частка іспаномовних становила 23,3 % від усіх жителів.
За віковим діапазоном населення розподілялося таким чином: 22,6 % — особи молодші 18 років, 51,9 % — особи у віці 18—64 років, 25,5 % — особи у віці 65 років та старші. Медіана віку мешканця становила 45,8 року. На 100 осіб жіночої статі у місті припадало 93,9 чоловіків;  на 100 жінок у віці від 18 років та старших — 93,3 чоловіків також старших 18 років.
Середній дохід на одне домашнє господарство  становив 45 258 доларів США (медіана — 41 250), а середній дохід на одну сім'ю — 53 457 доларів (медіана — 55 368). Медіана доходів становила 42 202 долари для чоловіків та 24 231 долар для жінок. За межею бідності перебувало 15,6 % осіб, у тому числі 17,7 % дітей у віці до 18 років та 12,7 % осіб у віці 65 років та старших.
Цивільне працевлаштоване населення становило 497 осіб. Основні галузі зайнятості: освіта, охорона здоров'я та соціальна допомога — 32,8 %, мистецтво, розваги та відпочинок — 12,3 %, сільське господарство, лісництво, риболовля — 10,3 %, будівництво — 8,9 %.